# Jakson Follmann
Jakson Ragnar Follmann (Alecrim, 14 de março de 1992) é um ex-futebolista brasileiro que atuava como goleiro. Em julho de 2017, foi nomeado embaixador da Chapecoense.
Follmann ficou conhecido por ter sido um dos seis sobreviventes da queda do voo LaMia 2933 em novembro de 2016. Por conta deste acidente, teve parte da sua perna direita amputada, o que impediu a sequência de sua carreira como goleiro profissional de futebol. Em setembro de 2017, foi agraciado com o Prêmio Brasil Mais Inclusão, promovido pela Câmara dos Deputados a personalidades que realizam ações em prol da inclusão de pessoa com deficiência ou sejam exemplos de vida e superação.
Desde que deixou o futebol, depois do acidente aéreo que sofreu, passou a dedicar-se à carreira de cantor.

## Carreira
Cria das categorias de base do Grêmio, Follmann foi emprestado para o Juventude em 2009, e permaneceu por lá até 2013. Antes disso, porém, Follmann integrou a Seleção Brasileira Sub-20.
Em 2014 retornou ao Tricolor e atuou em três jogos do Gauchão: foi mal na primeira partida, melhorou um pouco na segunda e foi escolhido o melhor em campo na terceira contra o Brasil de Pelotas. Ao menos em três lances, salvou a equipe com defesas espetaculares.
Após ficar afastado dos gramados por causa de uma lesão, em 2015 ele foi contratado pelo Linense para disputar o Campeonato Paulista. Sua contratação foi um pedido do diretor de futebol do Linense, Fausto, que fez amizade com o arqueiro na época que Jackson jogava pelo Juventude.
A grande chance para o goleiro veio em 2016, quando vestiu a camisa da URT de Minas Gerais e foi titular da equipe que conquistou o Campeonato Mineiro do Interior.
No dia 10 de maio de 2016, a Chapecoense anunciou Follmann para compor o quadro defensivo e de goleiros, pois o ídolo Nivaldo já estava se aposentando.
O arqueiro realizou apenas uma partida pela Chape, e fez parte do plantel que conquistou a Copa Sul-Americana em 2016.

### Seleção Brasileira
Em 2010, Follman foi convocado para participar da primeira fase de preparação da Seleção Brasileira Sub-20 que iria disputar o Campeonato Sul-Americano da categoria em 2011.

### Acidente com o Voo 2933
Follmann foi um dos seis sobreviventes da queda do voo LaMia 2933. O avião que transportava a equipe da Chapecoense caiu próximo de Medellin, na Colômbia, onde seria realizada a primeira partida da decisão da Copa Sul-Americana de 2016. Contudo, parte de sua perna direita teve que ser amputada, devido à gravidade dos ferimentos. O atleta também sofreu uma fratura na  segunda vértebra da coluna cervical, mas que não afetou a medula espinhal. Após voltar para o Brasil, o goleiro passou por uma nova cirurgia, para corrigir as vértebras lesionadas.

### Carreira pós-acidente
No dia 10 de julho de 2017, quase oito meses depois do desastre aéreo na Colômbia, Follmann teve publicada no Boletim Informativo Diário (BID) da CBF a rescisão de seu contrato como jogador de futebol da Chapecoense. Um dia após esta rescisão, Follmann assinou um novo contrato com a Chapecoense, mas desta vez para ser embaixador do clube.
| “                                                    | Participo de eventos, ações e muitas coisas que levam o nome da Chape, além de reuniões externas que o presidente não pode participar. | ” |
| — Follmann, sobre o seu papel de embaixador do clube | |   |

Em abril de 2017, Follmann foi contratado como comentarista pelos canais de televisão por assinatura Fox Sports Brasil, estreando em 12 de abril de 2017.

#### Carreira como cantor
Mesmo antes da carreira no esporte, Follmann já havia participado em festivais de música na sua cidade. A primeira apresentação que se conhece foi aos sete anos de idade. Depois do acidente sofrido em novembro de 2016, Follmann deixou o futebol e assim que se recuperou passou a dedicar-se à carreira de cantor. Em janeiro de 2017 participou do programa Encontro com Fátima Bernardes interpretando a música A Flor e o Beija-flor, da dupla Henrique e Juliano, ainda em uma cadeira de rodas.
Follmann apresentou-se no talent show Popstar da Rede Globo em 27 de outubro de 2019. Cantou Tente Outra Vez, sucesso de Raul Seixas lançado em 1975. Ao final da apresentação foi aplaudido de pé. O jornalista e jurado Artur Xexéo chegou a chorar durante a apresentação. A atriz e apresentadora do programa Taís Araújo também elogiou o desempenho de Follmann na interpretação, que ficou empatado em primeiro lugar com a atriz e cantora Helga Nemeczyk. Ao longo da temporada Follman apostou no repertório sertanejo e chegou a final da atração. Em 29 de dezembro de 2019, o ex-goleiro confirmou seu favoritismo vencendo Helga Nemeczyk, levando o prêmio de R$ 250 mil.
Com maior afinidade pelo "sertanejo raiz", em 2020 Follmann estava com sua turnê Prosa & Viola pronta para ser apresentada por várias cidades do Brasil, mas a pandemia de COVID-19 fez ele ter que cancelar o projeto.

## Vida pessoal
Em 20 de outubro de 2017, Follmann se casou com Andressa Perkovski. A celebração estava agendada para dezembro do ano anterior, mas foi adiada em decorrência do acidente aéreo. Alan Ruschel e Neto, outros dois atletas sobreviventes da tragédia, foram os padrinhos. A pedido do casal, toda a estrutura montada para a cerimônia foi doada para ser utilizada em um casamento coletivo.

## Conquistas

### Títulos
URT
- Campeonato Mineiro do Interior - 2016

Chapecoense
- Copa Sul-Americana: 2016

### Como cantor
- Popstar: 2019

### Honrarias
- 2017 - Prêmio Brasil Mais Inclusão[4]